# Anton Theodor Hartmann
Anton Theodor Hartmann (* 25. Juni 1774 in Düsseldorf; † 20. April 1838 in Rostock) war ein deutscher Orientalist und evangelischer Theologe.

## Leben
Anton Theodor Hartmann war der Sohn eines Kaufmanns, er besuchte die Gymnasien in Osnabrück und Dortmund und ging 1793 zum Studium der Theologie an die Universität Göttingen, wo besonders der Orientalist Johann Gottfried Eichhorn für ihn prägend war. Nach Beendigung des Studiums kam er 1796 zurück nach Düsseldorf und war dort als Privatlehrer tätig. 1797 wurde er Conrektor und Lehrer am Archigymnasium in Soest, 1799 Prorektor des Friedrichs-Gymnasiums in Herford und ab 1804 war er Collaborator und dritter Lehrer an der Gelehrtenschule (Altes Gymnasium) in Oldenburg.
Auf nachdrückliche Empfehlung Eichhorns wurde Hartmann 1811 zum ordentlichen Professor der Theologie (1. herzogliche Professur) an der Universität Rostock ernannt als Nachfolger von Werner Karl Ludwig Ziegler. 1813 wurde er in Rostock nachträglich zum Dr. theol. promoviert, 1815 wurde er zum Konsistorialrat und Mitglied des großherzoglichen Konsistoriums ernannt, war 1814/15 Universitätsbibliothekar und ab 1818 Direktor des Rostocker Münzkabinetts. Er war fünfmal Dekan der Theologischen Fakultät und im akademischen Jahr 1825/1826 Rektor der Universität. 1834 gehörte er zu den Gründungsmitgliedern des Vereins für mecklenburgische Geschichte und Altertumskunde.
Hartmanns akademische Forschungsgebiete waren das Alte Testament und die Orientalistik. Daneben wirkte er als Schriftsteller, wobei er sich auch hier besonders um die Auslegung und Kritik des Alten Testaments und um die Kunde der morgenländischen Sprachen verdient machte.
Mit dem Jahr 1836 stellten sich wiederholte Schlaganfälle ein, die ihn körperlich und geistig schwer schädigten und ihn zuletzt zu völliger Untätigkeit zwangen. Zu seinem Nachfolger wurde 1840 Otto Carsten Krabbe ernannt.
Hartmann beschäftigte sich auch mit den neueren Formen des Hebräismus und im Zusammenhang damit mit dem Charakter des Judentums und der staatsbürgerlichen Stellung (Emanzipation) der Juden. Seine keineswegs im Sinne der Juden günstigen Abhandlungen, etwa die Schrift: „Johann Andreas Eisenmenger und seine jüdischen Gegner“, die 1834 erschien, führten zu Angriffen seitens des Hamburger jüdischen Predigers Gotthold Salomon, gegen die er sich in zwei Antwortschreiben 1835 und 1836 verteidigte.

## Ehrungen und Mitgliedschaften
- 1815: Konsistorialrat
- 1822: Mitglied der Kaiserlichen Akademie der Wissenschaft Augsburg
- 1822: Korrespondierendes Mitglied der Akademie der Wissenschaften St. Petersburg[4]
- 1825: Korrespondierendes Mitglied der Königlichen Akademien zu Kopenhagen, München, Padua und Stockholm[5]
- 1828: Ehrenmitglied der Universität Kasan/Russland (besoldetes Ehrenmitglied im Fach orientalische Literatur mit einer jährlichen Einnahme von 200 Rubel)[6]

## Schriften (Auswahl)
- Über die Ideale weiblicher Schönheit bei den Morgenländern. Ein Versuch. [Nebst einem Anhang von einigen literarischen, historischen und kritischen Bemerkungen über einzelne angeführte Schriftsteller.] J.H.C. Schreiner, Düsseldorf 1798. (BSB digital)

- Asiatische Perlenschnur oder die schönsten Blumen des Morgenlandes. [In einer Reihe auserlesener Erzählungen dargelegt von Anton Theodor Hartmann, Prorektor des Friedrichs-Gymnasiums Herford]. Unger, Berlin 1800. (ULB Halle)

- Micha – neu übersetzt und erläutert und mit 5 Exkursen begleitet. Meyer, Lemgo 1800. (Uni Heidelberg)

- Die hellstrahlenden Plejaden am arabischen poetischen Himmel, oder die sieben am Tempel zu Mekka aufgehangenen arabischen Gedichte. Waldeck, Münster 1802. (Google Books)

- Früchte des asiatischen Geistes. 2 Bände. Waldeck, Münster 1803. (Google Books)

- Aufklärungen über Asien für Bibelforscher, Freunde der Culturgeschichte und Verehrer der morgenländischen Literatur. 2 Bände. Schulze, Oldenburg 1807. (Google Books)

- Übersicht der wichtigsten Erfindungen in dem Reiche der Moden bei den Hebräerinnen. Die Hebräerin am Putztische und als Braut. 3 Bände, Kunst- und Industrie-Comptoir, Amsterdam 1809/1810. (Band 1, Band 2, Band 3, bei Google Books)

- Supplementa ad Buxtorfii Lexicon Chald. Talmud. et Rabin. dictionis Veteris et Novi Testament. ratione habita. [Dissertatio inaugural. theol. phil.] Adler, Rostock 1813.

- Linguistische Einleitung in das Studium der Bücher des A.T. mit einer Anwendung auf die jüdisch-palästinische Schreibart der N. Testamentlichen Schriftsteller. Heyse, Bremen 1818. (Google Books)

- Merkwürdige Beilagen zu dem O. G. Tychsens Verdiensten gewidmeten literarisch-biographischem Werke. Heyse, Bremen 1818. (Google Books)

- Oluf Gerhard Tychsen oder Wanderungen durch die mannigfaltigsten Gebiete der biblisch-asiatischen Literatur. Heyse, Bremen 1818/20. (4 Bände) (Band 1, Band 2.1, Band 2.2, Band 2.3, Band 3, bei Google Books)

- Anton Theodor Hartmann's biblisch-asiatischer Wegweiser zu Oluf Gerhard Tychsen oder Wanderungen durch die merkwürdigsten Gebiete der biblisch-asiatischen Literatur, und den merkwürdigen Beilagen. Heyse, Bremen 1823. (Google Books)

- Die enge Verbindung des Alten Testaments mit dem Neuen: aus rein biblischem Standpunkte. Perthes, Hamburg 1831. (Google Books)

- Historisch-kritische Forschungen über die Bildung, das Zeitalter und den Plan der fünf Bücher Mose's, nebst einer beurtheilenden Einleitung und einer genauen Charakteristik der hebräischen Sagen und Mythen. J. M. Oeberg und Comp., Rostock/Güstrow 1831. (Google Books)

- Johann Andreas Eisenmenger und seine jüdischen Gegner – in geschichtlich-literarischen Erörterungen kritisch beleuchtet. Hinstorff, Parchim 1834. (SLUB Dresden)

- Darf eine völlige Gleichstellung in staatsbürgerlichen Rechten sämmtlichen Juden schon jetzt bewilligt werden – beantwortet durch einl. Erörterungen über Mosaismus und Talmudismus. Offenbach [u. a.], 1834.

- Grundsätze des orthodoxen Judenthums mit Beziehung auf des Herrn Dr. Salomonis Sendschreiben. Oeberg, Rostock 1835. (Google Books)

Der 1838 von Friedrich Brüssow im Freimüthigen Abendblatt verfasste Nekrolog enthält eine ausführliche Auflistung der Schriften Hartmanns, u. a. auch die in verschiedenen Zeitschriften veröffentlichten Artikel.